# 2024年世界水泳選手権北マリアナ諸島選手団
2024年世界水泳選手権北マリアナ諸島選手団は、2024年2月2日から2月18日までカタールのドーハで開催された第21回世界水泳選手権の北マリアナ諸島選手団、およびその競技結果。

## 選手団
- 人員: 選手 2人

## 選手名簿・結果
| 選手                 | 種目                 | 予選      | 予選 | 準決勝   | 準決勝   | 決勝     | 決勝     |
| 選手                 | 種目                 | 結果      | 順位 | 結果     | 順位     | 結果     | 順位     |
| -------------------- | -------------------- | --------- | ---- | -------- | -------- | -------- | -------- |
| イザヤ・アレクセンコ | 男子200mバタフライ   | 2分10秒17 | 36位 | 予選敗退 | 予選敗退 | 予選敗退 | 予選敗退 |
| イザヤ・アレクセンコ | 男子200m個人メドレー | 失格      | 失格 | 予選敗退 | 予選敗退 | 予選敗退 | 予選敗退 |
| マリア・バタロンス   | 女子100m平泳ぎ       | 1分19秒79 | 48位 | 予選敗退 | 予選敗退 | 予選敗退 | 予選敗退 |
| マリア・バタロンス   | 女子200m平泳ぎ       | 2分54秒73 | 29位 | 予選敗退 | 予選敗退 | 予選敗退 | 予選敗退 |